# The Jet Set
The Jet Set (рус. Элита) — польский R&B-дуэт, основанный в 2005 году. Среди жанров группы ритм-энд-блюз, поп, рэп и дэнс. Дуэт состоит из вокалистки Саши Струниной, которая родилась Санкт-Петербурге и Дэвида Жуниора Серама (David Junior Serame), английского рэпера. В мае 2007 года коллектив представлял Польшу на Евровидение-2007 в Хельсинки, где c песней «Time to party» дошли до полуфинала.

## Краткая история
Саша начала свою музыкальную карьеру в декабре 2005 года в 16 лет. Первый сингл «How Many People» она записала вместе с Треем, рэпером из первого состава дуэта.
Первое серьёзное выступление группы состоялось в 2006 году, когда «How Many People» стала одной из 15 песен, отобранных для представления Польши на конкурсе «Евровидение», но в итоге этой чести добилась песня «Follow My Heart» группы Ich Troje.
В апреле 2006 года дуэт выпустил свой второй сингл «Just Call Me», а 24 июля и одноимённый альбом. В 2007 году песня из этого альбома — «Time To Party» представляла Польшу на «Евровидении».

## Альбомы
- 2006 — Just Call Me

### Синглы
- 2006 — «How Many People»
- 2006 — «Just Call Me»
- 2007 — «Time To Party»
- 2008 — «The Beat Of Your Heart»